# Orobainosoma pretneri
Orobainosoma pretneri är en mångfotingart som beskrevs av Karl Strasser 1966. Orobainosoma pretneri ingår i släktet Orobainosoma och familjen Haaseidae. Inga underarter finns listade i Catalogue of Life.